# Bubo sumatranus
El búho malayo (Bubo sumatranus o Ketupa sumatrana) es una especie de búho de la familia Strigidae extendida por los bosques tropicales del Sudeste Asiático. 

## Taxonomía
Estrechamente relacionado con el Búho nepalí. Se ha sugerido que puede tener ciertas similitudes morfológicas y de vocalizaciones con el africano Bubo shelleyi. Se han reconocido tres subespecies:
- B. s. sumatranus (Raffles, 1822) - vive en Sumatra, Bangka y la Península Malaya. Esta subespecie es relativamente pequeña, las bandas del bajo vientre no son tan oscuras o tan ampliamente espaciadas que la subespecie de Java.
- B. s. strepitans (Temminck, 1821) - vive en la Isla de Java y en Bali. Es considerablemente mayor que la subespecie de Sumatra, con más bandas y éstas más anchas en la parte baja del vientre.
- B. s. tenuifasciatus (Mees, 1946) - vive en Borneo. Tiene un tamaño similar a la subespecie de Java pero las bandas son más delgadas y están mucho más juntas.

## Descripción
Mide entre 40 y 46 cm y pesa sobre 600 g. Casi no existe dimorfismo sexual en esta especie aunque las hembras suelen ser más grandes. Las partes dorsales son de color marrón oscuro con vermiculaciones y manchas más pálidas. La cola es marrón oscuro con aproximadamente 6 barras blanquecinas y una punta blanca. El pecho está densamente marcado con finas barras blanquecinas y barras marrón claro más anchas formando una banda oscura en el pecho. El abdomen es de color blanco con manchas marrones oscuras dispersas, irregulares, a menudo en forma de flecha. El disco facial es grisáceo pardo y no presenta el borde característico de los búhos de este género. Los ojos son marrón oscuro y el pico y las patas son amarillos. Las crías nacen cubiertas de un plumón blanco, conforme va creciendo el blanco se va haciendo más oscuro y empiezan a parecen bandas marrones en alas y cola. Los penachos con forma de orejas son muy largos, despeinados, inclinados hacia afuera y son de color marrón negruzco con los bordes superiores rayados en blanco y marrón.

## Distribución y hábitat
Se encuentra en la península Malaya, las grandes islas de Sumatra, Borneo y Java; además de otras pequeñas islas de los alrededores (Bali, Bangla).
Su hábitat natural son los bosques húmedos subtropicales o tropicales de llanuras hasta los 1600 m de altitud. Prefiere vivir cerca de lagos y ríos y, a veces puede se aventura en zonas de ocupación humana como grandes jardines con árboles dispersos y terrenos cultivados.

## Comportamiento
El búho malayo es un ave nocturna que durante el día se posa individualmente o en parejas, escondido en un árbol alto con follaje denso
Se trata de un cazador oportunista que tiene una dieta bastante variada. Posee unas garras poderosas y fuertes lo que indica que son capaces de capturar y matar presas relativamente grandes. Sus presas conocidas son insectos grandes (saltamontes, escarabajos), aves, pequeños mamíferos (especialmente roedores), y serpientes y otros reptiles. Se sabe de ejemplares que han sido capaces de capturar hasta crías de Macaco cangrejero que son más grandes que el propio búho. 
El búho malayo se empareja de por vida y una vez establecido un sitio para el nido regresará al mismo año tras año. Si uno de los miembros de la pareja muriera, el superviviente mantendrá este mismo nido con su nueva pareja. Anida en grandes cavidades en los árboles, en la parte superior de helechos y otras plantas o en huecos formados de manera natural entre el follaje. Es uno de los pocos búhos que solo por un huevo por nidada. Se desconoce los tiempos exactos de incubación y abandono del nido pero se cree que varía dependiendo de la zona pues se han observado nido con polluelos en diferentes zonas en distinas épocas del año. 

## Conservación
Esta catalogada por la UICN como preocupación menor debido a la gran amplitud de su zona de extensión y a que la población parece mantenerse estable (aunque se desconoce su tamaño exacto). Se encuentra amenazado por la destrucción de los bosques tropicales del Sudeste Asiático, por la contaminación y por la caza ilegal.

## Fuente
- BirdLife International 2004. Bubo sumatranus. 2006 IUCN Red List of Threatened Species.  Downloaded on 24 de julio de 2007.

- Datos: Q768129
- Multimedia: Bubo sumatranus / Q768129
- Especies: Bubo sumatranus